# Leibnizschule (Leipzig)
Die Leibnizschule ist ein Gymnasium der Stadt Leipzig nahe dem Zentrum. Als Gymnasium im Land Sachsen führt es in acht Jahren (Klassen 5 bis 12) zum Abitur oder in sechs (5 bis 10) zur Mittleren Reife. Unter dem Motto „Mit Leibniz die Welt verstehen“ lernen am Leibniz-Gymnasium ca.  656 Schüler; das Kollegium besteht aus 72 Lehrkräften, darunter einige Referendare. Die Leibnizschule hat die Schwerpunkte Sprachen sowie Mathematik/Naturwissenschaften. Als „offene Ganztagsschule“ gibt es viele verschiedene Ganztagsangebote wie die Leibnizchöre, die Jugend debattiert-AG, eine Theater-AG als auch Sport-AGs.

## Lage
Die Leibnizschule mit der Straßenanschrift Nordplatz 13 liegt auf 114 m ü. NHN Höhe nördlich des Zentrums und in unmittelbarer Nähe der Michaeliskirche. Das Gymnasium ist etwa einen Kilometer von der Innenstadt und dem Hauptbahnhof entfernt.

## Geschichte
1907 wurde die Städtische Oberrealschule am Nordplatz gegründet. Da die Schülerzahlen zu dieser Zeit sehr stark anstiegen, wurde beschlossen, einen Neubau zu errichten. Dieser wurde von 1910 bis 1914 errichtet, jedoch 1914 vorerst als Lazarett im Ersten Weltkrieg genutzt. Am 19. April 1919 wurde das Schulgebäude eingeweiht. Erster Rektor wurde Oberstudienrat Dr. Karl Gey. 1920 erfolgte der erste Antrag auf die Namensgebung „Leibnizschule“, der Stadtrat lehnte dies allerdings mit 20 Stimmen ab. 1925 erhielt die Schule einen Erweiterungsanbau, am 20. September 1926 wurde der Verein der Freunde und Förderer der Leibnizschule gegründet. Den Namen „Leibnizschule“ erhielt die Schule am 1. Dezember 1927 durch das Stadtparlament. Nach dem Zweiten Weltkrieg beherbergte das Gebäude bis 1970 zwei Schulen: die 111. Polytechnische Oberschule (POS) „Leibniz“ und die Erweiterte Oberschule (EOS) „Leibniz“; ab 1970 bis zur friedlichen Revolution nur noch die 111. Polytechnische Oberschule „Leibniz“. 1989 begann die Renovierung, Sanierung und Umbau des Schulgebäudes. Die Schüler wurden auf verschiedene andere Schulen aufgeteilt. Am 19. April 1993 wurde die Leibnizschule als Gymnasium nach der Rekonstruktion wiedereröffnet. Im März 2007 konnten 100 Jahre Schule – 80 Jahre Namensgebung Gottfried Wilhelm Leibniz – 15 Jahre Gymnasium gefeiert werden.

## Gebäude
Das Gymnasium hat einen nahezu rechteckigen Grundriss. Es besteht aus einem dreistöckigen Gebäude, hinter dem sich ein Hof anschließt. Auf dem Hof befindet sich eine Volley- und Basketballfreisportfläche als auch Tischtennisplatten. Charakteristisch ist der Altbau der Schule mit einem hohen Glockenturm. Das Leibniz-Gymnasium hat 22 Fachunterrichtsräume, 2 Kursräume als auch einen Hörsaal mit 60 Plätzen. Weiterhin gibt es 3 Computerkabinette, eine Aula mit 140 Plätzen, zahlreiche Räume mit digitaler Ausstattung und eine Bibliothek mit ca. 4000 Bänden. Unter dem Hörsaal befindet sich die Turnhalle, die in dem Gebäude integriert ist. Auch gibt es einen Fitnessraum.

## Unterricht
Das Gymnasium bietet Englisch als erste Fremdsprache (ab 5. Klasse), Französisch bzw. Russisch als zweite Fremdsprache (ab 6. Klasse) an. Zur Profilwahl in der 8. Klasse gibt es ein Naturwissenschaftliches Profil zur Vertiefung naturwissenschaftlicher Kenntnisse und Fähigkeiten sowie ein sprachliches Profil, in dem man eine dritte Fremdsprache (Spanisch) erlernt. Daneben gibt es Fächerverbindenden Unterricht z. B. die "Woche der Demokratie", Sporttage, Exkursionen, Schul- und Studienfahrten, Konzertbesuche wie auch Wettbewerbe z. B. der schuleigene Leibnizwettbewerb. In der 9. Klasse wird im Rahmen des Lehrplans ein Betriebspraktikum durchgeführt. Auch wird die Teilnahme an Projekten wie „Genial Sozial“ angeboten und ein eigener Spendenlauf / eigenes Spendenturnier durchgeführt.
Unterricht findet im sogenannten Blockunterricht statt. Dabei werden zwei Unterrichtsstunden zu einem Block (90 min) zusammengefasst.

## Sportliche Erfolge
Neben dem sprachlichen bzw. naturwissenschaftlichen Profil gibt es auch eine musisch-sportliche Förderung. Diese umfasst Klassenfahrten, in denen sportliche Aktivitäten im Vordergrund stehen, wie zum Beispiel das in der 7. Klasse und in der Oberstufe durchgeführte Skilager oder das Wasserlager in der 9. Klasse, sowie freiwillige AGs, Volleyballturniere als auch den Sporttag. Die Leibnizschule kann dabei viele sportliche Erfolge aufzeigen. Seit 2010 starteten Schüler der Leibnizschule in 13 Landesfinalen und gewannen 2014 bei „Jugend trainiert für Olympia“ das Regionalfinale in der Wettkampfklasse 1. Weiterhin erreichten die Schüler 2012 das Volleyball-Bundesfinale und nahmen erfolgreich an der „Leipziger Mini-Fußball WM“ teil. 4 Schüler nahmen außerdem am sächsischen Schulcup im Klettern sowohl 2013 und 2014 teil. Auch im Geräteturnen konnten Schüler der Leibnizschule überzeugen. Nach einem 4. Platz im Landesfinale 2014 erreichten die Turner 2015 erneut das Landesfinale und streben den Sprung auf das Podest an. 2017 wurden neben dem Landesfinale im Volleyball, das Regionalfinale im Geräteturnen erreicht sowie erfolgreich am „Fußball Soccercup“ teilgenommen. Die zahlreichen sportlichen Erfolge zeigt die Pokalsammlung des Leibnizgymnasiums.

## Bekannte Lehrer
- Martin Kießig (1907–1994), Autor, Literaturkritiker und Publizist
- Paul Platen (1890–1964), Geograph, Oberstudiendirektor

## Bekannte Schüler
- Hans Salié (1902–1978), Mathematiker und Wissenschaftshistoriker
- Kurt Meyer (1909–1998), Germanist am Goethe-Institut, Gymnasiallehrer in Bremerhaven
- Hans Richter (1912–1978), Mathematiker und Hochschullehrer
- Peter Merseburger (1928–2022),  Journalist, Publizist, Freier Schriftsteller, Träger des Bundesverdienstkreuzes
- Siegfried Jenkner (1930–2018), DDR-Oppositioneller, Autor und Hochschullehrer
- Dietrich Koch (1937–2020), Physiker und Philosoph, 1968 Beteiligter am "Plakatprotest"[11]
- Hans-Peter Linde (* 1937), Musiker, Musikdirektor (Gewandhausorchester, Concentus Musicus Lipsiensis)[12]
- Eckhard Koch (* 1940), Physiker, Bruder von Dietrich Koch
- Andreas Reimann (* 1946), deutscher Lyriker und Grafiker
- Stefan Saborowski (* 1960), Schauspieler, Regisseur, Hochschullehrer
- Meigl Hoffmann (* 1968), Kabarettist, Sänger, Entertainer und Gastronom